# 1440
1440 (MCDXL) fue un año bisiesto comenzado en viernes del calendario juliano.

## Acontecimientos

### Febrero
- 2 de febrero - Federico III de Habsburgo, Duque de Estiria, es elegido emperador del Sacro Imperio Romano Germánico.
- 15 de febrero - Carlos VII de Francia convoca a reunión a los Estados Generales pero sus intenciones son frustradas debido a la revuelta de la "Praguería".
- 21 de febrero - Se forma la Confederación Prusiana.

### Abril
- 9 de abril - Cristóbal de Baviera, sobrino del rey Erico de Pomerania de Suecia y Noruega, es elegido rey de Dinamarca.
- 24 de abril - Jorge Manrique, escritor de la época prerrenacentista nace.

### Mayo
- 14 de mayo: Gilles de Rais agrede al clérigo Jean Le Ferron en la iglesia de Saint-Étienne-de-Mer-Morte.

### Junio
- 29 de junio - Un ejército combinado de Florencia y el Papado derrotan al ejército milanés en Anghiari, al noroeste de Arezzo. Florencia gana así Borgo San Sepolcro.

### Agosto
- 19 de agosto - Moctezuma Ilhuicamina es elegido tlatoani de México-Tenochtitlán.
- Nace el Sindicato de Remensas en Cataluña para luchar contra la opresión señorial
- Redacción del libro Cantares de Dzitbalché en la región Puuc bastión de la Cultura maya en donde da cuenta de las prácticas rituales y el desarrollo de la visión cosmogónica de la época.

## Arte y literatura
- marqués de Santillana: Serranillas.
- Nicolás de Cusa: De docta ignorancia.
- Fundación de la Academia platónica florentina, institución humanística.

## Nacimientos
- Jorge Manrique, noble, poeta y militar castellano
- Íñigo López de Mendoza y Quiñones, noble castellano, primer marqués de Mondéjar y segundo conde de Tendilla.

## Fallecimientos
- 19 de agosto - Itzcóatl, tlatoani azteca (n. 1381).
- 16 de septiembre - Rodrigo Alonso Pimentel, conde de Benavente.
- 26 de octubre - Gilles de Rais, militar francés, mariscal de Francia y compañero de Juana de Arco.